# إيما وليامز
إيما وليامز (بالإنجليزية: Emma Williams)‏؛ ممثلة بريطانية، ولدت في 20 مايو 1983 في المملكة المتحدة.

## وصلات خارجية
- إيما وليامز على موقع IMDb (الإنجليزية)
- إيما وليامز على موقع ألو سيني (الفرنسية)
- إيما وليامز على موقع ميوزك برينز (الإنجليزية)
- إيما وليامز على موقع أول موفي (الإنجليزية)
- إيما وليامز على موقع قاعدة بيانات الفيلم (الإنجليزية)
- إيما وليامز على موقع كينوبويسك (الروسية)